# Antonio Malvassi
Antonio Malvassi (* 1904; † unbekannt) war ein argentinischer Radrennfahrer.

## Sportliche Laufbahn
Malvassi war im Bahnradsport und im Straßenradsport aktiv. Er war Teilnehmer der Olympischen Sommerspiele 1928 in Amsterdam. Im Sprint wurde er gemeinsam mit Jerzy Koszutski, Jack Standen und Yves Van Massenhove auf dem 5. Rang klassiert.
1924 und 1925 siegte er auf der Straße im Rennen Apertura CC La Nación Mercedes.